# Кушлев
Кушлев — посёлок в Аннинском районе Воронежской области России.
Входит в Новокурлакское сельское поселение.

## Население
| 2000 | 2005 | 2010 |
| ---- | ---- | ---- |
| 94   | ↘85  | ↘45  |

## География
Ближайшие населённые пункты: сёла Новый Курлак, Старый Курлак, Моховое, Верхняя Тишанка.
Около посёлка находится одно из красивейших мест Прибитюжья — озеро Чёрное, которое в настоящее время является новым руслом реки Курлак.

### Улицы
- ул. Центральная.

## История
Историческое название посёлка — Малый Курлак, хотя река Курлак в населённом пункте не протекает. Однако, это указывает на то, что посёлок основали переселенцы из соседних Курлаков.
Современное название посёлка связано с именем графа Кушелева-Безбородко. В 1860 году имением в Малом Курлаке владела графиня Екатерина Дмитриевна Кушелева..